# Quercus diversifolia
Quercus diversifolia är en bokväxtart som beskrevs av Luis Née. Quercus diversifolia ingår i släktet ekar, och familjen bokväxter. Inga underarter finns listade.